# Valenciidae
Valenciidae (Killivisjes) zijn een familie van straalvinnige vissen uit de orde van Tandkarpers (Cyprinodontiformes).

## Geslacht
- Valencia G. S. Myers, 1928